# Iuiuia caeca
Iuiuia caeca  (лат.) — пещерный вид цикадовых насекомых из семейства Kinnaridae, единственный в составе монотипического рода Iuiuia. Эндемики пещер Бразилии.

## Распространение
Неотропика: Бразилия, штат Баия, муниципалитет Иуиу (Iuiu), пещера «Lapa do Baixão» (14°23’8.13”S, 43°37’35.06”W).

## Описание
Мелкие цикадки (длина 3 — 4 мм) с трогломорфными признаками: сложные глаза и оцеллии отсутствуют, надкрылья и окраска тела редуцированы (основная окраска желтовато-коричневая), задние крылья остаточные. Вертекс широкий и короткий.
Второй троглобионтный вид семейства из Бразилии и 6-й пещерный представитель своего семейства в мировой фауне. Ранее из Бразилии был описан пещерный вид Kinnapotiguara troglobia (Hoch & Ferreira, 2013) (Kinnaridae). Родовое название Iuiuia дано по имени места нахождения типовой серии (Iuiu, Иуиу), а видовое имя I. caeca происходит от латинского слова  «caeca» (слепой).